# 土井利信
土井 利信（どい としのぶ）は、江戸時代中期の大名。三河国西尾藩4代藩主、のち三河刈谷藩初代藩主。刈谷藩土井家4代。官位は従五位下・伊予守、大隅守。

## 略歴
享保13年（1728年）11月20日、第3代西尾藩主土井利庸の長男として生まれる（生年は享保8年（1723年）とも）。
享保19年（1734年）、父の死去により家督を継ぐ。延享4年（1747年）2月11日、三河刈谷藩に移封される。寛延元年（1748年）に朝鮮通信使の接待役を務め、宝暦元年（1751年）に江戸城和田倉門番を務めた。
宝暦14年（1764年）5月2日に大隅守に遷任する。明和4年（1767年）8月18日に養子の利徳に家督を譲って隠居した。明和8年（1771年）2月24日に死去した。享年44。

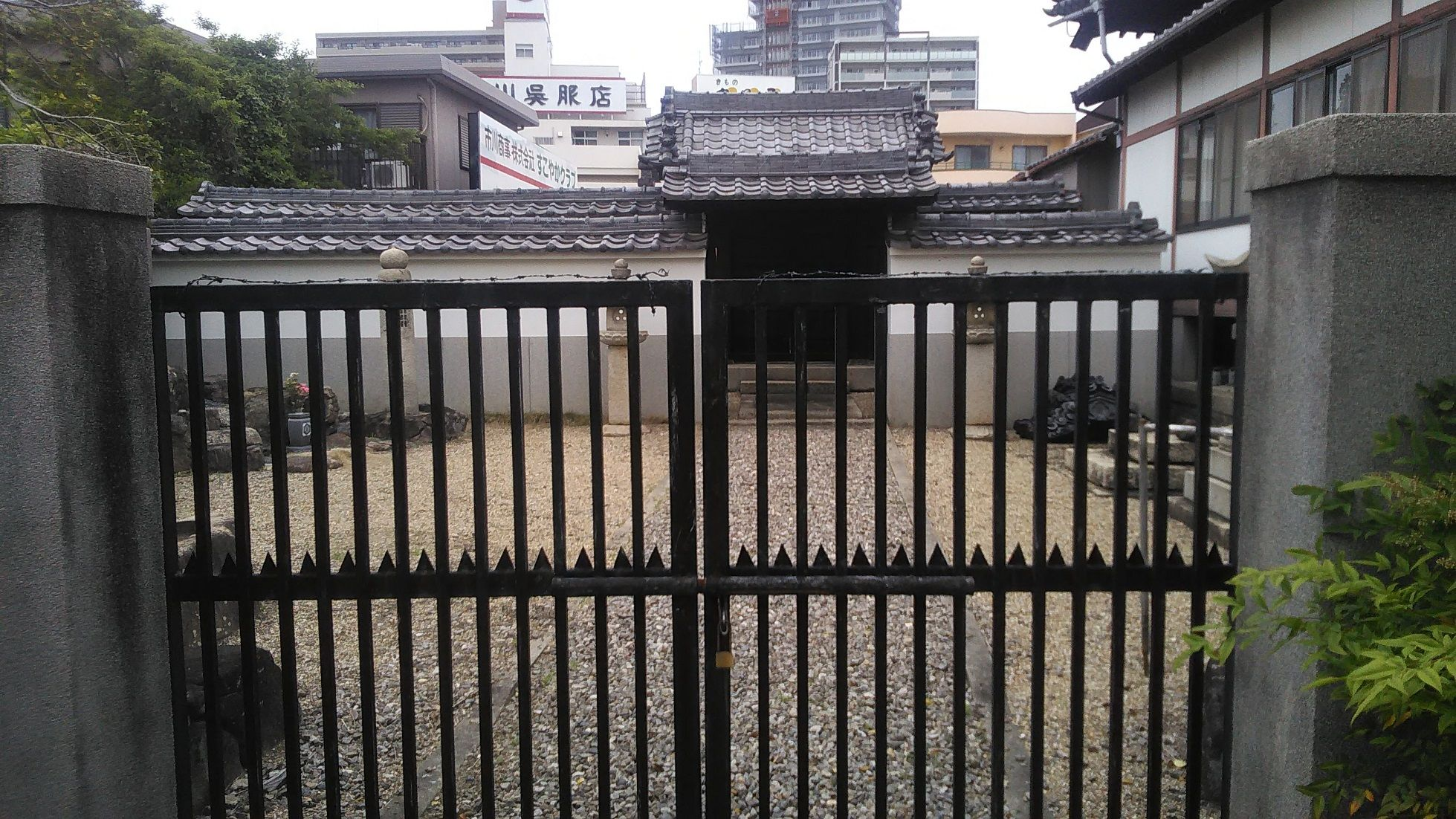
土井家廟所(刈谷市十念寺)

## 系譜
父母
- 土井利庸（父）
- 本多忠央の養女、本多忠直の娘（母）

正室
- 松平忠刻の養女、松平忠救の娘

子女
- 土井栄丸
- 土井嘉伝次
- 秀 - 小出英常正室
- 由利 - 酒井忠節継室

養子
- 土井利置 - 伊達宗村の六男
- 土井利徳 - 伊達宗村の三男